# Ischnomesus bispinosus
Ischnomesus bispinosus är en kräftdjursart som först beskrevs av Sars 1868.  Ischnomesus bispinosus ingår i släktet Ischnomesus och familjen Ischnomesidae. Arten är reproducerande i Sverige. Inga underarter finns listade i Catalogue of Life.